# Ernst Wilhelm Benecke
Ernst Wilhelm Benecke (* 16. März 1838 in Berlin; † 6. März 1917 in Straßburg) war ein deutscher Geologe und Paläontologe.

## Leben und Wirken
Der Sohn eines Privatlehrers legte 1857 in Halle das Abitur ab und begann im selben Jahr ein Praktikum im Bergbau. Er studierte Geologie und Bergbau zunächst 1859 in Clausthal und von 1859 bis 1861 in Halle, Würzburg, Berlin und Heidelberg.
Im Jahr 1862 wurde er in Heidelberg promoviert und war danach Assistent an der Universität München. Im Jahr 1865 folgte die Habilitation in Heidelberg, wo er 1869 außerordentlicher Professor wurde. Benecke erhielt 1872 einen Ruf als Ordinarius für Geologie an die Universität Straßburg, wo er von 1873 bis 1907 auch Direktor der Commission für die Geologische Landesuntersuchung von Elsass-Lothringen war. 1896 war er bis 1900 der erste Vorsitzende und eines der Gründungsmitglieder des Oberrheinischen Geologischen Vereins. Er ist Erstbeschreiber des Cephalopoden Ceratites levalloisi BENECKE 1914.
Verheiratet war Benecke mit Emilie Fallenstein (1846–1922), der jüngsten Schwester der Mutter des Soziologen Max Weber, Helene Fallenstein (1844–1919). Das Paar hatte zehn Kinder, darunter den Botaniker Wilhelm Benecke (1868–1946). Sein Enkel war der spätere Pathologe und Hochschullehrer Erich Benecke.

## Ehrungen und Auszeichnungen
- 1900: Korrespondierendes Mitglied der Preußischen Akademie der Wissenschaften[1]
- 1911: Ehrenmitglied im Oberrheinischen Geologischen Verein (OGV)

## Mitgliedschaften
- 1871: Oberrheinischer Geologischer Verein (OGV)
- 1910: Geologische Vereinigung[2]

## Schriften
Er war Herausgeber der Schriftenreihe Geognostisch-paläontologische Beiträge.
Gemeinsam mit Emil Wilhelm Cohen gab er die Geognostische Karte der Umgegend von Heidelberg (im Maßstab von 1:50.000, Heidelberg 1874–77, 2 Blätter) und die Geognostische Beschreibung der Umgegend von Heidelberg (Heidelberg 1880, 2 Hefte) heraus. Ab 1879 war er Mitredakteur des Neuen Jahrbuchs für Mineralogie, Geologie und Paläontologie.
- Über Trias und Jura in den Südalpen, 205 S., 11 Tafeln, Oldenbourg, München 1866, Archive
- Über einige Muschelkalk-Ablagerungen der Alpen. Geognostisch-Paläontologische Beiträge, Heft 1, 1 – 67, Oldenbourg, München 1868
- Lagerung und Zusammensetzung des geschichteten Gebirges am südlichen Abhang des Odenwaldes, Heidelberg 1869
- Über die Trias in Elsass-Lothringen und Luxemburg. Abhandlungen zur geologischen Specialkarte von Elsass-Lothringen; Band 1, Heft 4, Druck und Verlag von R. Schultz & Cie, Strassburg 1877
- Abriß der Geologie von Elsaß-Lothringen, Straßburg 1879
- Ueber eine Ophiure aus dem englischen Rhät. Neues Jahrbuch für Mineralogie, Geologie und Palaeontologie, Jahrgang 1886, Band II, S. 195–200, Stuttgart 1886
- Lettenkohlengruppe und Lunzer Schichten. In: Berichte der Naturforschenden Gesellschaft zu Freiburg. Band 10, Nr. 2, 1897, S. 109–151 (zobodat.at [PDF; 3,3 MB; abgerufen am 24. April 2023]).
- Diplopora und einige andere Versteinerungen im elsass-lothringischen Muschelkalk. Mitteilungen der geologischen Landesanstalt von Elsass-Lothringen, Band IV, 277 – 285, Strassburger Druckerei und Verlagsanstalt, Strassburg 1898
- Myophoria inflata EMMR. im schwäbischen Rhät. Neues Jahrbuch für Mineralogie, Geologie und Palaeontologie, Jahrgang 1900, S. 218–224, Tafel XI, Stuttgart 1900
- Die Stellung der pflanzenführenden Schichten von Neuewelt bei Basel. Centralblatt für Mineralogie, Geologie und Paläontologie, Jahrgang 1906, 1 – 10, E. Schweizerbart´sche Verlagshandlung, Stuttgart 1906 (zobodat.at [PDF]).
- Über das Auftreten der Ceratiten in dem elsaß-lothringischen oberen Muschelkalk. Centralblatt für Mineralogie, Geologie und Paläontologie, Bd. XII, S. 593–603, 1911 (zobodat.at [PDF]).
- Über die “Dolomitische Region” in Elsaß-Lothringen und die Grenze von Muschelkalk und Lettenkohle. Mitteilungen der geologischen Landesanstalt von Elsass-Lothringen, Band IX, Heft 1, Strassburg 1914
- Über den Internlobus der nodosen Ceratiten. Mitteilungen der geologischen Landesanstalt von Elsass-Lothringen, Band IX, 3, 273 – 280, Tafel XII, Strassburger Druckerei und Verlagsanstalt, Strassburg 1916